# Whiteberry
Whiteberry (ホワイトベリー) est un groupe de musique pop/rock adolescent féminin japonais.
Bien que le groupe ne soit pas connu en dehors de son pays natal, il a eu un franc succès au Japon grâce à la qualité de ses titres et de ses performances en concert.

## Présentation
Le groupe est créé en 1994 par cinq écolières âgées alors de 9 ou 10 ans, rencontrées à l'école de Kitami, Hokkaido, au Japon. Il se fait remarquer en 1999 par les membres du groupe Judy and Mary, et signe un contrat avec Sony Music Japan. L'un des titres de son premier mini-album After School est alors utilisé comme générique de fin de la série pour enfants Kyoro Chan. Le groupe sort une douzaine de singles, deux autres albums complets et une compilation jusqu'en mars 2004, où il se sépare à l'amiable, pour que ses membres puissent se consacrer à leurs études. Yuki Maeda et Yukari Hasegawa tentèrent de reformer un groupe en 2006, nommé Yukki

## Membres
- Yuki Maeda (前田由紀?)[2], chant
- Aya Inatsuki (稲月彩?)[2], guitare
- Yukari Hasegawa (長谷川ゆかり?)[2], basse
- Rimi Mizusawa (水沢里美?)[2], claviers
- Erika Kawamura (川村絵里加?)[2], batterie

## Discographie

### Singles
- YUKI, (1999)
- Whiteberry (の小さな大冒険?), (2000)
- Natsu Matsuri (夏祭り?), (2000)
- Akubi (あくび?), (2000)
- Sakura Nakimichi (桜並木道?), (2001)
- Kakurenbo (かくれんぼ?), (2001)
- Tachiiri Kinshi (立入禁止?), (2001)
- Jitensha Dorobou (自転車泥棒?), (2002)
- BE HAPPY, (2002)
- Koe ga nakunaru made (声がなくなるまで?), (2002)
- Shinjiru Chikara (信じる力?), (2004)

### Albums
- After School (mini-album, 1999)
- Hatsu (2000)
- Chameleon (2002)

Compilations
- Kiseki ~ The Best of Whiteberry (2004)
- Golden Best Whiteberry (2008)

## Vidéographie
- Videoberry 1 (2000)
  1. Tsuugakuro
  2. YUKI
  3. Whiteberry no chiisana daibouken
- Videoberry 2 (2000)
  1. Natsu Matsuri
  2. Akubi
  3. Negai hoshi
- Videoberry 3 (2002)
  1. Sakura namikimichi
  2. Kakurenbo
  3. Taiiri kinshi
- Videoberry Final (2004)
  1. Tsuugakuro
  2. YUKI
  3. Whiteberry no chiisana daibouken
  4. Natsu Matsuri
  5. Akubi
  6. Sakura namikimichi
  7. Kakurenbo
  8. Taiiri kinshi
  9. Jitensha dorobou
  10. Shinjiru chikara
  11. Haru no koi no uta